# Вълк единак
„Вълк единак“ e американски филм от 2005 година.
След поредица от наказания за лошо поведение Оуен Матюс (Джулиан Морис) се мести в гимназията Уеслейк. Под влиянието на новия си съквартирант Том (Джаред Падалеки) и красивата Доджер (Линди Буут) Оуен попада в тайния „Клуб на лъжците“, където членовете упражняват манипулаторските си способности един срещу друг. По предложение на новия ученик останалите се съгласяват да разширят игралната си територия върху района на училището, разпръсквайки по мрежата слуха за сериен убиец наречен „Вълкът“. За достоверност те описват очакваните жертви на Вълка, базирайки се върху хората, които познават най-добре, самите себе си. Когато някой или нещо започва да убива членовете по определения начин, шегата става ужасяващо реална.
| Актьор          | Роля        |
| --------------- | ----------- |
| Джулиан Морис   | Оуен Матюс  |
| Линди Буут      | Доджер Алън |
| Джаред Падалеки | Том         |
| Криси Лу        | Реджина     |
| Джон Бон Джоуви | Рич Уокър   |
| Сандра МакКой   | Мерцедес    |
| Пол Джеймс      | Люис        |
| Джеси Янсен     | Рандал      |
| Итън Кон        | Греам       |

## Бокс офис
„Вълк единак“ печели 10.05 милиона долара от прожекциите в страната и 5.58 от тези в чужбина. Общата печалба от филма възлиза на 15 585 821 долара.